# Nildon da Silva
Nildon da Silva é o 11º prefeito do município de Ouriçangas.